# Edy Star
Edivaldo Souza (Juazeiro, 10 de janeiro de 1938 – São Paulo, 24 de abril de 2025), conhecido pelos nomes artísticos de Edy, Edy Souza — no início da carreira — e Edy Star, foi um cantor, compositor, ator, dançarino, produtor teatral, apresentador de televisão e artista plástico brasileiro. Iniciou sua carreira na adolescência, participando do programa A Hora da Criança, na Rádio Sociedade da Bahia. Depois de adulto, trabalhou com circo, teatro, música, rádio e televisão, sempre mantendo um estilo debochado, próximo da chanchada, do cabaré e do teatro de revista, suas maiores influências na carreira artística. No final dos anos 60, iniciou a transição do Nordeste para o Rio de Janeiro e São Paulo, que vinham se tornando centros culturais muito importantes, em detrimento das cenas locais e regionais.
Desse modo, a partir da década seguinte, envolveu-se em diversos trabalhos de vanguarda: primeiro, participou do disco Sociedade da Grã-Ordem Kavernista Apresenta Sessão das 10, com Raul Seixas, Sérgio Sampaio e Miriam Batucada; em segundo lugar, surgiu como grande sensação nos círculos marginais pelas suas apresentações desbocadas e que desafiavam limites relativos à sexualidade, inicialmente na região então degradada da Praça Mauá, no Rio de Janeiro, e, depois, passando a apresentar-se em locais frequentados pela alta sociedade, como as boates Number One e Up's; em terceiro lugar, participou da montagem nacional de grande sucesso da peça The Rocky Horror Show, de Richard O'Brien. O sucesso abriu caminho para a gravação de um álbum autoral, Sweet Edy. Edy trabalhou com teatro e televisão no restante da década e na próxima. Na década de 1990, o artista mudou-se para a Espanha, onde continuou a trabalhar com teatro e como produtor de boates. Após quase 20 anos naquele país, Edy retorna ao Brasil e retomou sua carreira de cantor, com apresentações, relançamento do seu primeiro álbum, e o lançamento de um novo disco, Cabaré Star, em 2017.
Edy foi conhecido por ter feito parte da Sociedade da Grã-Ordem Kavernista, bem como pelas suas apresentações que misturavam diversos estilos debochados de teatro e que desafiavam as convenções sociais relativas à sexualidade. Por isso mesmo, ficou famoso por ter sido o primeiro artista brasileiro a revelar a sua homossexualidade.

## Biografia
Filho de um escriturário de família de classe média alta de Salvador com uma dona de casa de família pobre de Juazeiro. Seu pai tinha por passatempo a fotografia amadora e a atuação como árbitro de futebol e foi apitando uma partida em Juazeiro que conheceu a sua mãe. A família de seu pai não aprovava o relacionamento pela condição socioeconômica da família da sua mãe, mas seu pai insistiu na união, cansando-se e mudando-se para a cidade dela. Edivaldo nasceu em 1938 e, após completar 1 ano de idade, mudou-se com sua família para a capital do estado.
Com seus irmãos, o artista teve uma infância agradável na capital baiana, vivendo numa ampla casa com quintal repleto de bananeiras, coqueiros e mangueiras. Uma de suas paixões na infância era a leitura. Lia diversos gibis e revistas como: O Tico Tico, Capitão Marvel Edição Maravilhosa, Almanaque Vida Infantil, Revista da Semana, Revista o Cruzeiro e Revista do Globo. Aos 17 anos, já tinha lido quase toda a literatura clássica juvenil como: Alexandre Dumas, Érico Veríssimo, Monteiro Lobato, Charles Dickens, Edgar Allan Poe e Jorge Amado.
A outra paixão de Edivaldo durante a infância era a música. Em sua casa, ouvia principalmente as rádios Nacional e Mayrink Veiga, além dos programas locais da Rádio Sociedade da Bahia — principalmente A Hora da Criança. Seu pai, inclusive, costumava levá-lo aos estúdios do programa, que era comandado pelo professor e jornalista Adroaldo Ribeiro Costa. Quando chegava em casa, improvisava microfone e palco no quintal e cantava com seus irmãos. Sua primeira experiência no palco aconteceu quando ele tinha 13 anos. Seu pai o observava nas sessões improvisadas de cantoria e o inscreveu para participar do programa A Hora da Criança. Durante os ensaios realizados no Passeio Público de Salvador teve aulas de teatro e participou da montagem de operetas baseadas na obra de Monteiro Lobato.
Além de suas duas paixões, Edivaldo sempre gostou muito de desenhar, o que o levaria a seguir uma carreira paralela como artista plástico.
Aos vinte anos, fez um curso na Petrobras e tornou-se especialista em petróleo, trabalhando na empresa como auxiliar e técnico de produção até 1961.
No início da década de 1960, Edy recebeu o apelido de Bofélia em homenagem à personagem Ofélia, interpretada pela atriz Sônia Mamede no programa Balança Mas Não Cai, transmitido pela Rádio Nacional na época.

## Carreira

### O início: circo, pintura, música, rádio, teatro e televisão
Antes de trabalhar na Petrobrás, Edy já participava de apresentações em um circo, contrariando a vontade de seu pai que não queria que o filho seguisse carreira artística. Após demitir-se da estatal, em 1961, passou a fazer exposições de suas pinturas na capital baiana, utilizando como nome artístico Edy Souza. Morava no bairro de Boa Viagem quando conheceu Waldir Serrão e entrou para o seu clube de apreciadores de rock and roll, o Elvis Club Rock, chegando a conhecer superficialmente um jovem Raul Seixas, então com apenas 15 anos de idade. Chegou a ensaiar rock com Waldir Serrão e com o tecladista Thildo Gama, participando de diversas apresentações com a "turma do rock" em Salvador. Na mesma época, conheceu Caetano Veloso e Maria Bethânia, passando a frequentar festas com os dois irmãos. Em 1964, trava contato com Gilberto Gil, já conhecido como cantor de apresentações na TV Itapoan. Os dois chegariam a compor uma canção juntos, "Procissão", que seria o primeiro single lançado por Gil e figuraria no seu primeiro álbum, Louvação, lançado em 1967 — embora a coautoria só fosse ser reconhecida por Gil décadas depois. Não demorou para Edy passar a fazer apresentações com Caetano, Maria Bethânia, Gil e a juventude que gostava de bossa nova na Bahia — que incluía, também, Gal Costa e Tom Zé. Entretanto, quando os baianos apresentaram o espetáculo Nós, Por Exemplo..., que inaugurou o Teatro Vila Velha — que viria a se tornar o grande palco desta juventude intelectualizada baiana —, Edy não fez parte, apresentando um show de folclore na Galeria Bazarte, a apenas algumas quadras dali. Embora Augusto Boal tenha visto ambas as apresentações, Edy não foi chamado quando o dramaturgo levou os baianos para São Paulo a fim de estrelarem o espetáculo Arena Canta Bahia, no Teatro de Arena. Portanto, Edy manteve-se, desde o início, transversal aos movimentos culturais baianos, participando tanto da "turma do rock", de Waldir Serrão e Raulzito; quanto da "turma do Vila Velha", de Gil e Caetano.
Em seguida, entrou para a Companhia Baiana de Comédias, apresentando peças teatrais pelo interior de vários estados nordestinos, o que o levou para Pernambuco onde, a partir de 1966, estabeleceu-se gradualmente na cidade de Olinda. Paralelamente, tentava a carreira de produtor artístico na TV Jornal do Commercio, de Recife. A carreira deu uma guinada quando protagonizou — junto com Teca Calazans — o badalado musical Memórias de Dois Cantadores, encenado no Recife, em agosto de 1967, e acompanhados pelos músicos Marcelo Melo e Geraldo Azevedo (nos violões), Generino (na flauta) e Naná Vasconcelos (na percussão). A peça ganhou diversos prêmios no Festival de Teatro de Pernambuco de 1968, como Melhor Musical, Melhor Figurino e Melhor Conjunto. O sucesso do musical que protagonizou em Recife abriu as portas para que Edy fosse convidado para, juntamente com Naná Vasconcelos, ir ao Rio de Janeiro defender a canção "Dia Cheio De Ogum", do compositor Capiba, no festival O Brasil Canta no Rio, em dezembro de 1968. Embora a canção não tenha faturado o festival, chegou na final. E houve o lançamento de um álbum com as 12 finalistas pela gravadora CID (selo Itamaraty), a estreia discográfica de Edy.
No final de 1967, Edy voltou para a Bahia e passou a ser produtor artístico e apresentador na TV Itapoan, de Salvador. Ali, produzindo e apresentando o programa Poder Jovem, viu surgirem alguns novos nomes, como Pepeu Gomes e Moraes Moreira — que ainda não haviam fundado os Novos Baianos, Rosa Passos, Maria Creuza e Antônio Carlos e Jocáfi. Além disso, passou a aparecer cantando no programa de Waldir Serrão, na Rádio Cultura. Foi neste programa que conheceu melhor Raul Seixas, que liderava o conjunto Raulzito e os Panteras, banda de rock muito requisitada na Bahia, tanto para apresentações como para acompanhar outros artistas, especialmente aqueles ligados à Jovem Guarda em turnê pelo estado. Edy passou a fazer sucesso na rádio com um repertório a base de Jerry Adriani, Wanderley Cardoso, José Feliciano e Trini Lopez, tendo como carro-chefe uma versão afeminada da canção La Bamba, tudo acompanhado pelos panteras, que não gostavam muito dos maneirismos gays de Edy. Entretanto, após um começo difícil, logo Raul e Edy se tornaram bons amigos. Em 1968, Raul Seixas vai para o Rio, a convite de Jerry Adriani para gravar um disco com o seu grupo, não conseguindo emplacar nenhum sucesso. Entretanto, após breve período de volta à Bahia, volta ao Rio trabalhando como produtor da Discos CBS, novamente por obra de Jerry Adriani. Edy continuou dividindo o seu tempo entre rádio e TV na Bahia e, nesse período, participou de diversas festas com os mais variados artistas tendo encontrado pessoalmente Ravi Shankar, Janis Joplin, Mick Jagger e Marianne Faithfull.

### Kavernista
Em 1970, Edy resolveu cobrar salários atrasados da TV Itapoan enquanto apresentava-se em um programa, ao vivo, resultando em demissão sumária. Indo para um bar próximo a fim de esfriar a cabeça, Edy encontrou-se com Raul Seixas que convidou-o a ir para o Rio trabalhar como contratado da Discos CBS, a gravadora da qual Raul era produtor. Este providenciava para que Edy tivesse o necessário a sua subsistência com pagamentos periódicos sob as rubricas "direitos de pesquisa" e "direitos conexos". Raul logo botou o amigo para gravar um compacto produzido por ele, com "Aqui É Quente, Bicho", do próprio Raul Seixas, e "Matilda", uma versão de Leno para o sucesso de Harry Belafonte. Leno e Raul eram inseparáveis no ano de 1970, quando Raul estava produzindo Vida e Obra de Johnny McCartney para o amigo, que acabaria não sendo lançado naquela época por problemas com a censura, vindo à luz apenas em 1995 — somente um compacto duplo seria lançado em 1971. Entretanto, em janeiro de 1971 Raul conheceu Sérgio Sampaio quando ele veio acompanhando o compositor Odibar em uma audição na gravadora. Apesar de Odibar ter sido recusado, Raul contratou Sérgio quando este tocou uma composição sua chamada "Chorinho Inconsequente". Assim, Sérgio se converteria em amigo inseparável de Raul no ano de 1971.
Raul estava decidido a realizar um álbum conceitual, na mira de Sgt. Pepper's Lonely Hearts Club Band, dos The Beatles; de Freak Out!, do The Mothers of Invention; e de Tropicalia ou Panis et Circencis, de Caetano Veloso, Gal Costa, Gilberto Gil, Nara Leão, Os Mutantes e Tom Zé. Assim, ele via em Sérgio o parceiro ideal para concretizar essa ideia: a de um disco conceitual brasileiro, que misturasse influências de música nacional e estrangeira. Como estava decidido a unir um grupo diverso para realizar a empreitada, Raul e Sérgio logo chamaram Edy. A dificuldade apareceu quando resolveram que precisavam também de uma voz feminina. Pensaram inicialmente em Diana — então namorada de Odair José — e Lilian — da dupla com Leno —, mas ambas foram descartadas pela linha romântica que seguiam. Outra sondada foi a cantora piauiense Lena Rios, em começo de carreira e que viria a defender uma canção composta por Raul no Festival Internacional da Canção 1972. Após esta também ser recusada, Edy lembrou-se de uma cantora bem-humorada que ele havia visto em uma apresentação no Rio de Janeiro, na Boate Drink, de Djalma Ferreira. Quando chamaram Miriam Batucada, ela logo ganhou a todos e eles a apelidaram de Dr. Silvana, devido aos grandes óculos que ela usava e que lembravam o personagem de revistas em quadrinhos.
As gravações de Sociedade da Grã-Ordem Kavernista Apresenta Sessão das 10 se iniciaram na última semana de junho de 1971 e se encerraram na primeira semana do mês seguinte. Os quatro produziram muito material para o disco, mas diversas músicas foram cortadas pela censura. Ao final, foram gravadas 12 faixas em que os quatro se dividiam nos vocais acompanhados por integrantes das bandas Renato e Seus Blue Caps e Lafayette e seu Conjunto, todas intercaladas por vinhetas humorísticas. A produção ficou a cargo de Raul Seixas e de Mauro Motta, com arranjos de Ian Guest. O lançamento ocorreu no dia 21 de julho e o álbum chegou a receber duas boas matérias de críticos relacionados à contracultura brasileira da época — o poeta piauiense Torquato Neto, em sua coluna no jornal Última Hora, do Rio de Janeiro; e o filósofo Luiz Carlos Maciel, que escrevia para o semanário brasileiro O Pasquim —, além de render algumas entrevistas com o quarteto e uma charge do cartunista Henfil. Entretanto, teve sua carreira interrompida pela decisão unilateral do presidente da gravadora, Evandro Ribeiro, de retirá-lo das lojas, menos de dois meses após o seu lançamento. As vendagens do disco na época são difíceis de estimar devido a sua curta carreira, mas algumas de suas canções chegaram a tocar no rádio e fez algum barulho nos meios contraculturais cariocas.
Há muitas lendas em torno do disco espalhadas principalmente por Raul e Sérgio: diziam que o disco havia sido o mais caro produzido no Brasil até aquela época; ou que uma harpa egípcia havia sido mandada trazer de São Paulo para tocar um único acorde; ou, ainda, que os quatro kavernistas gravaram as músicas às escondidas, à noite, sem que ninguém na Discos CBS soubesse e que, por esse motivo, Raul Seixas — então um bem-sucedido produtor da gravadora — teria sido demitido. Todas essas lendas foram jogadas de marketing de Raul e Sérgio, tendo sido desmentidas sistematicamente por Edy em entrevistas realizadas após a morte dos dois parceiros.
| “ | "O diretor-presidente entrou de férias e coincidiu. Ele não sabia, mas o pessoal todo do estúdio de gravação estava lá: foi um trabalho profissional; não foi feito nas coxas. Infelizmente, o disco não teve apoio, divulgação, nada. E também não vendeu: não chamou a atenção nem do público nem da crítica e encalhou nas lojas. Mas isso não foi privilégio nosso. O Araçá Azul, do Caetano, que é uma maravilha, também foi execrado quando foi lançado", lembra. "E Raul não foi demitido. Tanto que no ano seguinte, em 1972, ele produziu o compacto "Diabo no Corpo", de Míriam Batucada. Saiu tempos depois, numa boa, com um bom contrato em outra gravadora (a RCA Victor)". | ” |

### Edy vira Star
Após o disco dos kavernistas, os quatro saem da gravadora Discos CBS durante o ano de 1972, incomodados com a falta de oportunidades e o conservadorismo da editora que os impedia de seguir caminhos novos, em benefício de fórmulas batidas. Desse modo, Edy passa a trabalhar em cabarés e boates na Praça Mauá, no Rio de Janeiro, com shows performáticos, muito influenciado pelo grupo de teatro Dzi Croquettes, de Lennie Dale. Em um deles, por exemplo, fazia paródia do filme Cabaret, lançado em 1972 e que fez grande sucesso (chegando a ganhar 8 Óscares): Edy, inclusive terminava o show imitando Liza Minnelli recebendo o Oscar de melhor atriz. Em outros shows, desafiava as convenções sociais ao desfilar mulheres e anões completamente nus no palco, números lésbicos, e striptease. Foi em um desses shows na Boate Cowboy que Edy foi visto por Jaguar e Millôr Fernandes, que escreviam para O Pasquim, e o convidaram para dar uma entrevista ao semanário carioca. A entrevista foi um sucesso — embora a manchete que trazia a palavra "andrógino" tenha sido censurada — e trouxe um afluxo de jovens intelectuais e artistas para assistir Edy na Praça Mauá, além de abrir outras oportunidades em lugares de mais fama, até em São Paulo, como na boate Up's. Na mesma boate, Edy passou a adotar o nome artístico de Edy Star.

"Fui assistir ao show do Alice Cooper no Canecão, gostava do disco, mas nunca fui chegado, muito, em Alice Cooper, porque sempre fui tão fissurado em Rolling Stones! (...) Gostava do T-Rex, por causa do Marc Bolan, que eu amava! Esse negócio do glam nacional foi um rótulo que me deram, assim como de roqueiro, e eu aceito. Eu nem me preocupava com esse negócio de glam, querido! Eu sou é 'cabareteiro', eu gosto de interpretar a música conforme ela seja"

Edy Star
No mesmo ano, fazia também teatro de revista no Teatro Rival — um local de "resistência" desse gênero teatral que havia trocado de nome para Café Concerto, na época, por obra de seu novo proprietário, Américo Leal. Numa de suas apresentações, fazia um número satírico em que imitava Maria Alcina e foi visto pela cantora e seu empresário, Mauro Furtado. Causou impressão tão boa que este último conseguiu excelentes condições para que Edy se apresentasse na boate Number One, reduto da alta sociedade na zona sul carioca. O empresário ajudou Edy a montar um trio instrumental e, ainda, conseguiu dois vocalistas para acompanhá-lo: Áurea Martins e Djavan, que já trabalhava como "crooner" na mesma boate. O ponto alto do show que Edy montou era a performance de um bolero chamado "Hipócrita" em que o artista sentava no colo e dava tapas na cara de pessoas na plateia. Certa noite, um dos esbofeteados foi o filho do então Ministro-chefe do Gabinete Militar, João Figueiredo, que viria a ser o último Presidente da República da Ditadura militar. Ainda, diversas pessoas da alta sociedade iam ver o seu show, entre elas, Iolanda Barbosa, viúva do 27º Presidente da República, Costa e Silva.
Foi em 1973, na boate Number One que o presidente da gravadora Som Livre, João Araújo, assistiu à apresentação e ofereceu um contrato a Edy para gravar um disco. Assim, em 1974, sairia Sweet Edy, seu álbum de estreia. O disco, produzido por Guto Graça Mello, contém canções de grandes compositores da música popular brasileira, feitas especialmente para Edy, como: Renato Piau, Sérgio Natureza, Roberto e Erasmo Carlos, Caetano Veloso, Gilberto Gil, Moraes Moreira e Luiz Galvão, Jorge Mautner, Getúlio Côrtes, e Leno e Raul Seixas. Ainda ficaram de fora músicas de Luiz Melodia, Zé Rodrix e Gonzaguinha. O álbum teve baixas vendas, embora tenha tido uma recepção razoável por parte da crítica, que focava na "persona" artística de Edy e nos compositores estrelados que cederam as músicas. Com o passar do tempo, adquiriu uma aura "cult" por representar, junto com o disco de estreia dos Secos & Molhados, a influência do glam rock de David Bowie, Alice Cooper e Marc Bolan (do T. Rex) na música brasileira.

### Rocky Horror Show
No final de 1974, o produtor Guilherme Araújo — que havia sido empresário dos baianos tropicalistas — chamou Edy para uma reunião na casa do também produtor Kao Rossman. Eles informaram o artista baiano que haviam adquirido os direitos para realizarem uma montagem em português do musical de Richard O'Brien, The Rocky Horror Show: a produção seria de Araújo e Rossman, e o texto seria traduzido por Rossman e Jorge Mautner. A intenção era chamar diversos artistas ligados ao rock — como Wanderléa, Zé Rodrix, Raul Seixas e Jorge Mautner — e, por isso, convidaram Edy para fazer o papel principal, de Frank-N-Furter. Quando este leu o texto da peça, resolveu recusar o convite, por dois motivos. Em primeiro lugar, o musical original parodiava "filmes B" das décadas anteriores, com temática de terror, e o texto da peça foi traduzido sem fazer qualquer adaptação para a realidade brasileira: Edy acreditava que o público não entenderia as referências culturais. Em segundo lugar, o diretor da peça seria Rubens Corrêa, famoso pelo seu trabalho de vanguarda baseado no Teatro da Crueldade, de Antonin Artaud. O artista baiano achava que o musical pedia um teatro mais debochado e popular, mais próximo do teatro de revista.
Com a desistência de Edy e a negativa de outros músicos, a peça foi montada utilizando-se de atores profissionais. O espetáculo estreou em 14 de fevereiro de 1975, no Teatro da Praia, e o elenco — que participou da gravação de um álbum pela Som Livre, lançado no mesmo mês, e com o nome na capa registrado como Rock Horror Show, sem o "y" — era composto por Eduardo Conde — que ficou com o papel principal, Zé Rodrix, Kao Rossman, Diana Strella, Wolf Maya, Acácio Gonçalves, Vera Setta, Betina Viany, Lucélia Santos e Nildo Parente. Como previsto por Edy, embora as apresentações tivessem boa afluência de público, a plateia permanecia em silêncio, não dando grandes manifestações de entusiasmo, em uma peça que deveria ser uma comédia. Assim, quando Eduardo Conde ficou impossibilitado de continuar no espetáculo, devido a uma hepatite, Edy foi chamado por Guilherme Araújo para substituí-lo. Além do ator principal, a peça tinha também perdido o seu diretor. Assim, Guilherme Araújo e Kao Rossman deram carta branca a Edy para que ele modificasse o espetáculo — através de improvisações — com o objetivo de fazer o público rir. O artista baiano imprimiu um caráter de chanchada à peça, a partir das suas experiências com o cabaré e com o teatro de revista. De início, o elenco resistiu às mudanças realizadas por Edy, pedindo que ele fosse substituído. Entretanto, com o enorme sucesso de público que se seguiu, o elenco passou a abraçar as mudanças.
Com o sucesso do musical, Edy passou a fazer, também, participações em programas musicais na Rede Globo e na Rede Tupi de Televisão, além do trabalho em teatros e boates. No final da década de 1970, por ocasião da febre da música disco, montou um conjunto chamado Zaza Big Circus, contando com Eduardo Rossler, Ernesto Grandelli, Gilberto Costa, Renato Castello e Sydnei Beker. A ideia era misturar os estilos de Dzi Croquettes e As Frenéticas para produzir algo que lembrasse cabaré, chanchada e teatro de revista, mas utilizando-se do ritmo da música disco. Como o disco pela Discos CBS — produzido por Zé Rodrix e Gabriel O'Meara — demorou a sair, a ideia acabou não indo pra frente.

### Teatro e mudança para a Espanha
A partir da década de 1980, Edy passou a produzir, escrever e dirigir peças, como a comédia A Gargalhada do Peru, escrita em homenagem à Virgínia Lane e contando com ela mesma, Edy, Leda Lúcia e Jorge Lafond. Também, em 1984, recebeu convite de Guilherme Araújo e passou a participar do baile de Carnaval Gala Gay, na boate Scala Rio. A peça foi um grande sucesso de público e crítica, tendo ficado em cartaz por dois anos. Tempos depois, uma releitura sua do clássico O Belo Indiferente, de Jean Cocteau, o levou ao Festival de Teatro en Primavera de Madrid, na Espanha, em 1992. Uma vez lá, foi convidado com seu grupo a participar das comemorações dos Jogos Olímpicos de Verão de 1992, em Barcelona. Decidiu, então, fixar residência na Espanha, primeiramente na cidade catalã e, depois, em Madri. Lá trabalhou como mestre de cerimônias de cabarés e boates, como a Chelsea II. Ainda, continuou trabalhando com teatro tendo, inclusive, sua peça Un Payaso Perdido en Madrid ganhado os prêmios de Melhor Ator de Teatro Alternativo e de Grupo Revelação, na V Muestra Alternativa Internacional de Teatro de Otoño, em 1995.

### Volta ao Brasil e redescoberta
Após quase 18 anos morando na Espanha, Edy foi convidado pela Secretaria de Cultura da Cidade de São Paulo para apresentar-se na Virada Cultural Paulista, em maio de 2009. Por sua performance refazendo todo o disco dos kavernistas foi considerado pelo jornal O Estado de S. Paulo como o melhor show do palco 20 Anos sem Raul. O sucesso levou ao convite para refazer o espetáculo no ano seguinte, quando Edy resolveu voltar definitivamente para o Brasil. O sucesso das apresentações e a volta ao país levaram a uma redescoberta do artista, com novos shows e até o relançamento de seu álbum de estreia pelo selo Joia Moderna, em 2012. Em 2017, lançou seu segundo álbum de estúdio, Cabaré Star, com produção de Zeca Baleiro, saindo pela gravadora deste último, a Saravá Discos. Edy repete a fórmula do primeiro disco, apostando em um grupo estrelado de compositores (contando com canções de Gilberto Gil, Caetano Veloso, Herivelto Martins, Odair José, Zé Rodrix, Lula Côrtes, Sérgio Sampaio e Miriam Batucada) e em participações especiais (Caetano Veloso, Ney Matogrosso, Angela Maria, Zeca Baleiro, Filipe Catto, Emílio Santiago e Raul Seixas). O disco rendeu várias críticas positivas da mídia especializada e uma turnê de divulgação pelo artista. Em 2023, lançou o álbum Meu Amigo Sérgio Sampaio,de regravações do compositor homônimo, com participações de Maria Alcina, Renato Piau e Zeca Baleiro.

### Morte
Edy Star morreu em 24 de abril de 2025, aos 87 anos, em São Paulo, após ser internado no Hospital Heliópolis, por complicações de insuficiência respiratória, insuficiência renal aguda e pancreatite aguda.

## Carreira como artista plástico
Como artista plástico, tem no currículo mais de 30 exposições nos Estados Unidos e Europa, 16 das quais individuais e quatro Bienais. Ainda, possui catálogo de obras com prefácio escrito pelo escritor Jorge Amado. Suas obras estão em museus e coleções particulares brasileiras. Como artista plástico, Edy é verbete no Dicionário de Artes Plásticas do Brasil, de Roberto Pontual.

## Legado
Edy foi o primeiro artista brasileiro a revelar sua homossexualidade em uma entrevista à revista Fatos & Fotos, em 1973. Além disso, Edy é conhecido pela junção de música e teatro, tendo sido pioneiro na introdução do glam rock no Brasil, bem como pelo desafio dos limites impostos aos artistas durante a ditadura militar.

## Discografia
Discografia dada pelo Discogs,, pelo Dicionário Cravo Albin da Música Popular Brasileira, e pelo IMMUB.

### Compactos
- 1970 - Aqui É Quente, Bicho! / Matilda - Discos CBS
- 1974 - Baiock / Ai de Mim - Som Livre

### Álbuns de estúdio
- 1974 - Sweet Edy - Som Livre
- 2017 - Cabaré Star - Saravá Discos

### Com a Sociedade da Grã-Ordem Kavernista
- 1971 - Sociedade da Grã-Ordem Kavernista Apresenta Sessão das 10 - Discos CBS (com Raul Seixas, Sérgio Sampaio e Miriam Batucada)

### Com o Zaza Big Circus
- 1979 - Por uma Alegria Ampla, Geral e Irrestrita! - Discos CBS

### Participações
- 1968 - O Brasil Canta no Rio - CID (selo Itamaraty) (faixa 5)
- 1974 - Corrida do Ouro - Trilha Sonora Original - Som Livre (faixa 9)
- 2006 - Erasmo 65 - Na Estrada - Universal Music Group (faixa 15 do disco 2)
- 2011 - Carrossel de Baco (com a banda Carrossel de Baco. Participação na faixa 2)
- 2012 - 100 anos de Gonzagão - Lua Music (Participação na faixa 11 do disco 3)
- 2013 - Abaixo a Cueca - disco do cantor e compositor Paulo Azeviche (participação na faixa 1, "Abaixo a Cueca", de autoria de Zé Rodrix e Paulo Coelho)[29]
- 2018 - Dalva de Oliveira - 100 Anos ao Vivo - Biscoito Fino (Participação na faixa 13 do disco 1)

## Videografia
Videografia dada pelo IMMUB.

### Participações
2011 - Sexo MPB - O Show - EMI (participação na faixa 9)